# Nicole Barnhart
Nicole Barnhart, född 10 oktober 1981 i Pottstown, Pennsylvania, är en amerikansk fotbollsmålvakt. Vid fotbollsturneringen under OS 2008 i Peking deltog hon i det amerikanska lag som tog guld.